# Český lev/Bester Nebendarsteller
Český lev: Bester Nebendarsteller

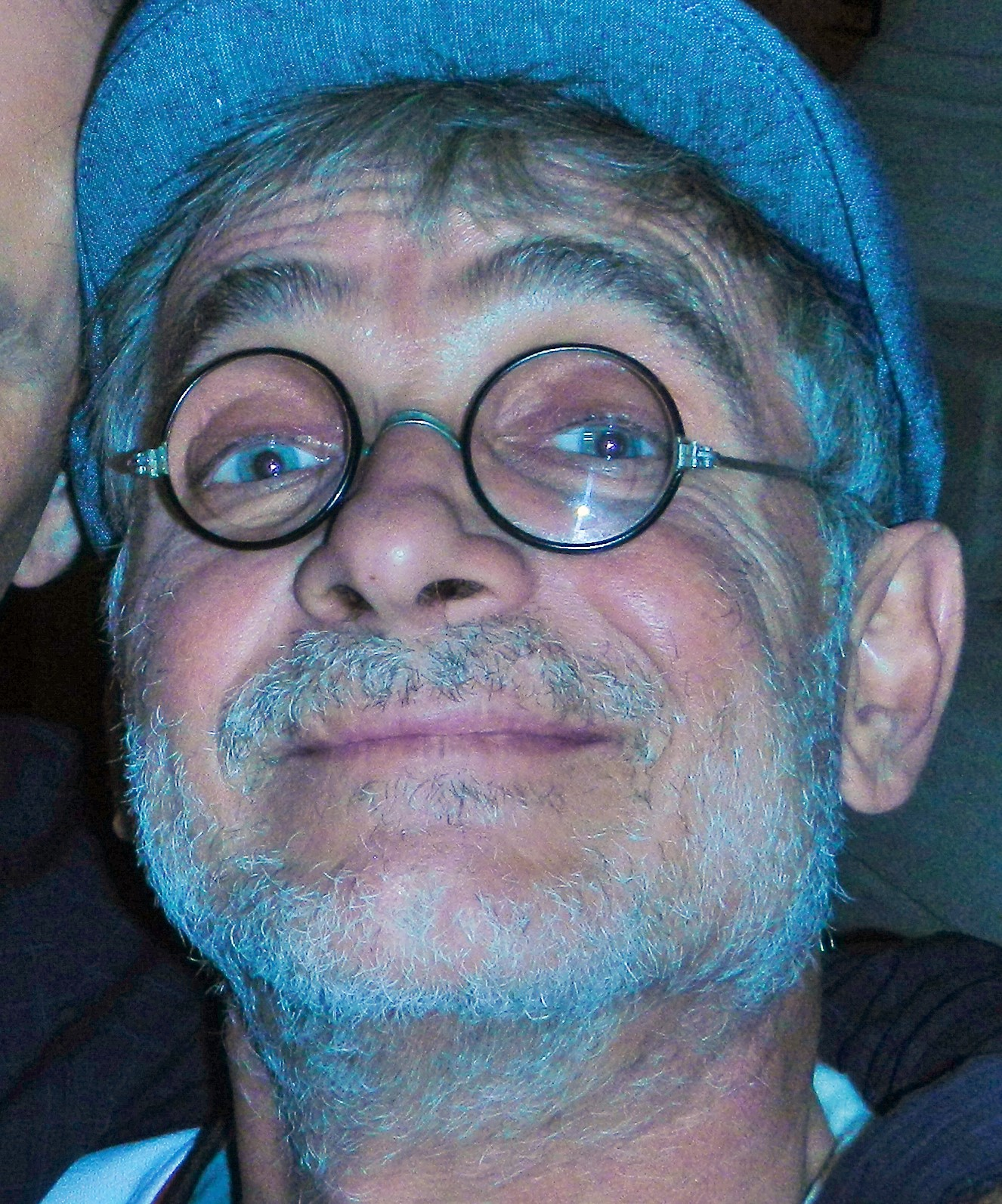
Oldřich Kaiser wurde dreimal ausgezeichnet (Foto von 2014)

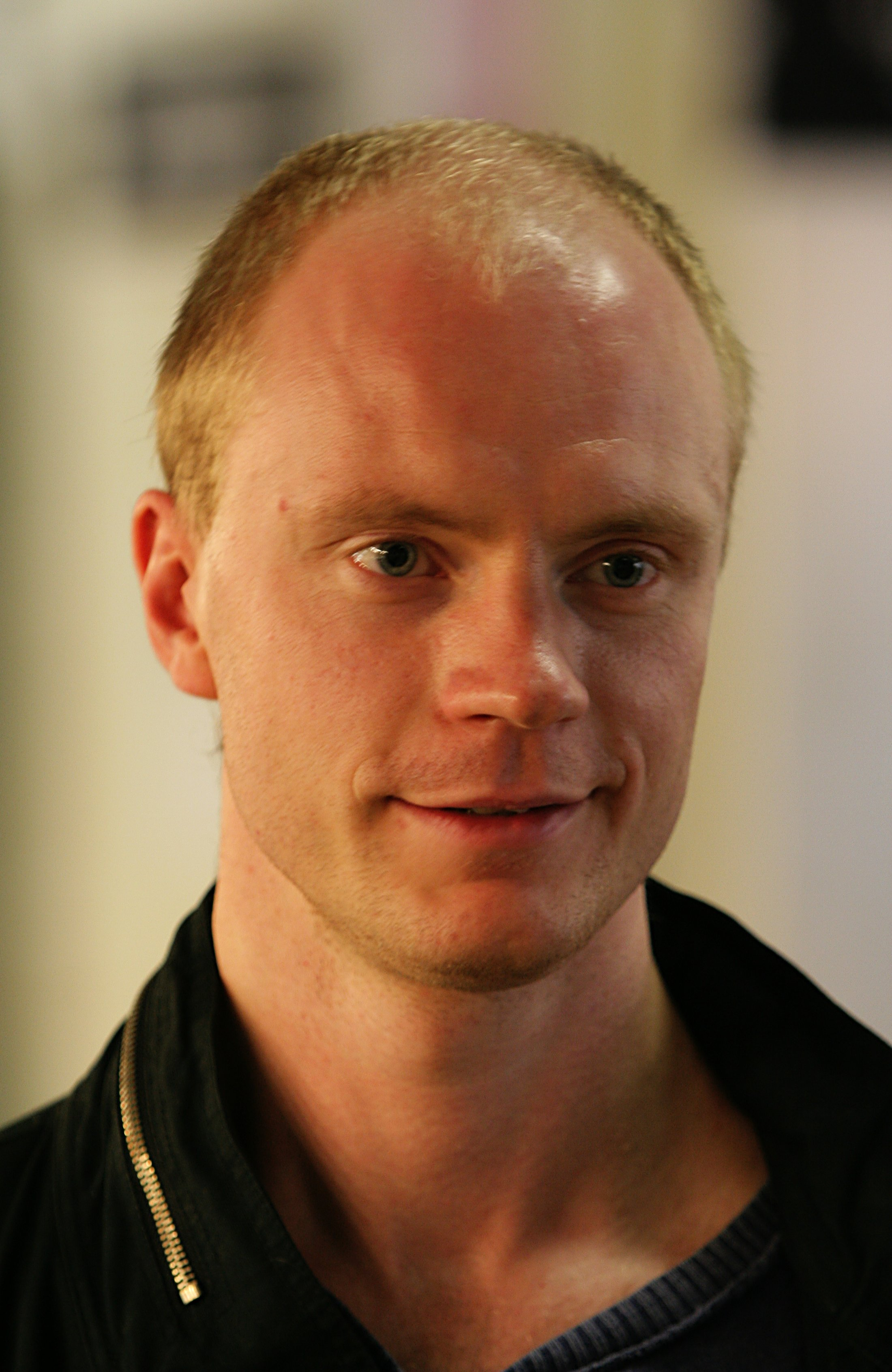
Jan Budař wurde zweimal ausgezeichnet (Foto von 2007)

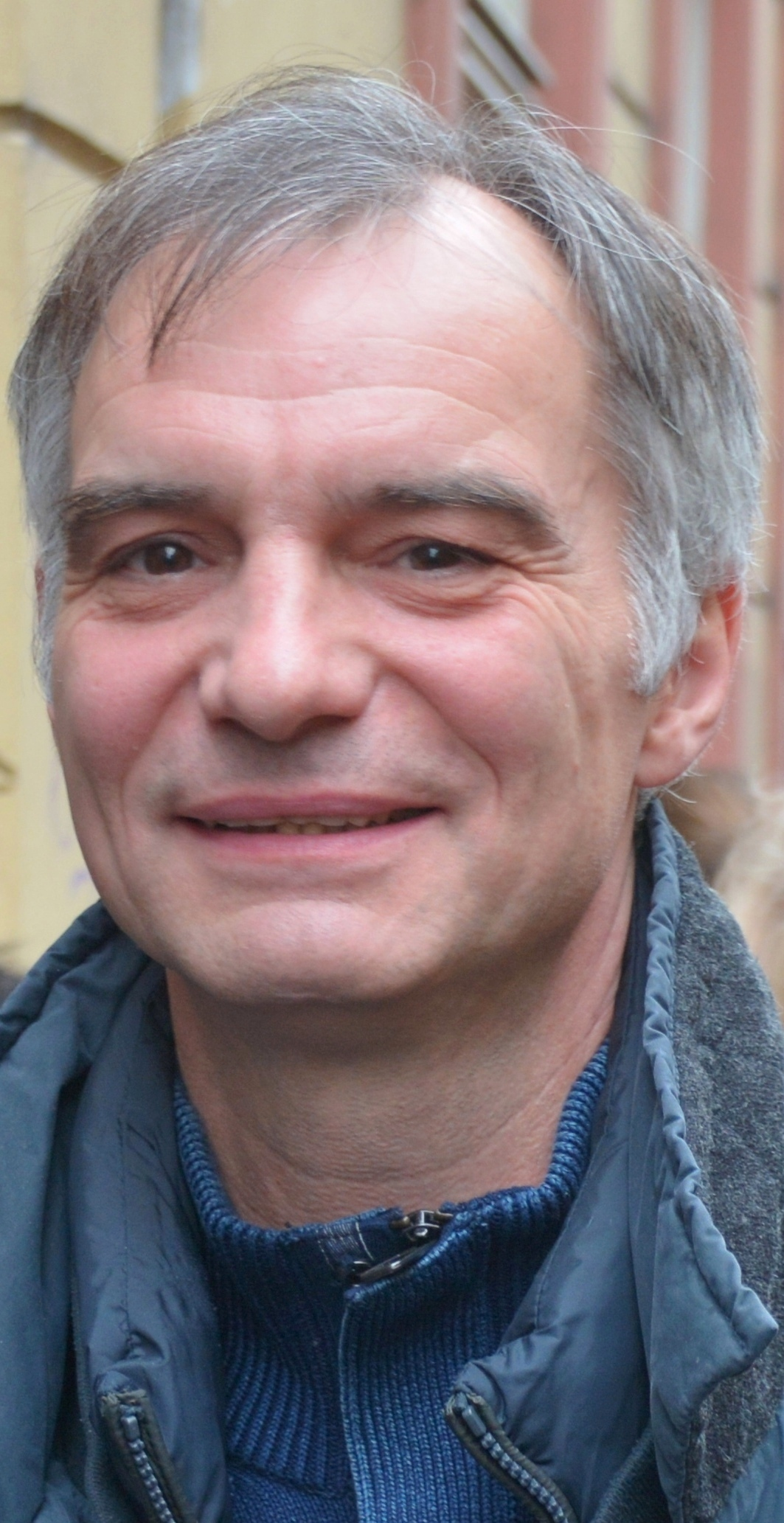
Ivan Trojan wurde zweimal ausgezeichnet (Foto von 2014)

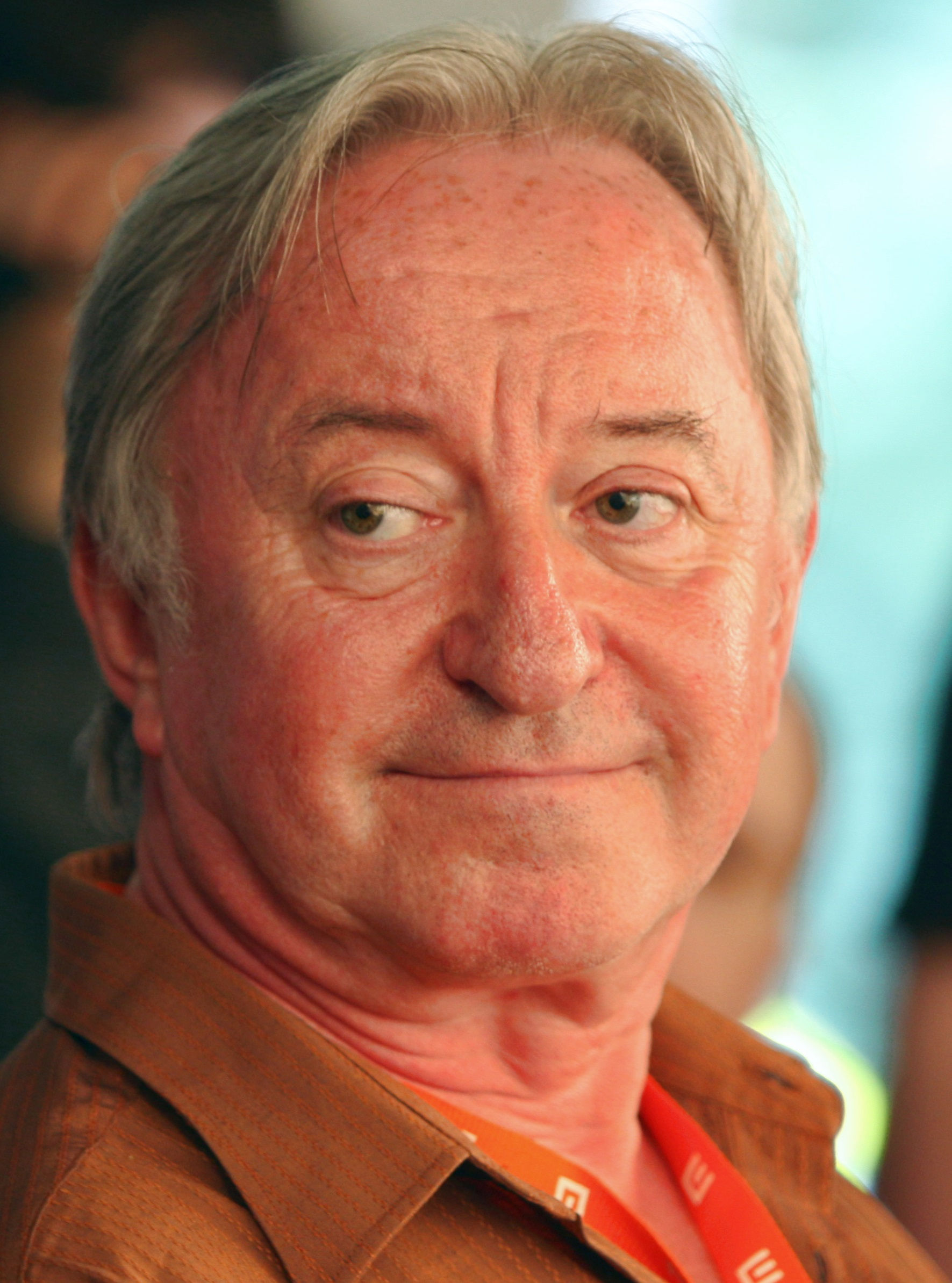
Jiří Lábus wurde zweimal ausgezeichnet (Foto von 2009)

Gewinner des tschechischen Filmpreises Český lev in der Kategorie Bester Nebendarsteller (mužský herecký výkon ve vedlejší roli). Die Tschechische Filmakademie (České filmové a televizní akademie) vergab den Preis erstmals am 3. März 1995 und vergibt ihn seitdem jährlich.
| Statistik                           | Name           | Anzahl | Jahr                                    |
| ----------------------------------- | -------------- | ------ | --------------------------------------- |
| Häufigste Auszeichnungen            | Oldřich Kaiser | 3      | 2016, 2017, 2021                        |
| Häufigste Auszeichnungen            | Jan Budař      | 2      | 2004, 2007                              |
| Häufigste Auszeichnungen            | Jiří Lábus     | 2      | 1994, 2013                              |
| Häufigste Auszeichnungen            | Ivan Trojan    | 2      | 2002, 2003                              |
| Häufigste Nominierungen             | Oldřich Kaiser | 7      | 2010, 2011 (2×), 2016, 2017, 2021, 2022 |
| Häufigste Nominierungen ohne Stuieg | David Novotný  | 4      | 2008 (2×), 2013, 2019                   |
| Häufigste Nominierungen ohne Stuieg | Bolek Polívka  | 4      | 2009, 2005, 2007, 2016                  |
| Häufigste Nominierungen ohne Stuieg | Karel Roden    | 4      | 1996, 2011, 2012, 2014                  |

## Preisträger und Nominierungen ab dem Jahr 1994
1994 (Verleihung am 3. März 1995)
Jiří Lábus – Amerika
Zdeněk Svěrák – Akkumulator 1
Jiří Schmitzer – Amerika
Josef Kemr – Pevnost
Jan Tříska – Řád

1995 (Verleihung am 2. März 1996)
Marián Labuda – Der Garten (Záhrada)
Jan Hartl – Golet v údolí
Radek Holub – Učitel tance

1996 (Verleihung am 1. März 1997)
Andrei Chalimon – Kolya (Kolja)
Karel Roden – Král Ubu
Ondřej Vetchý – Kolya (Kolja)

1997 (Verleihung am 28. Februar 1998)
Jiří Kodet – Die Knöpfler (Knoflíkáři)
Vladimír Dlouhý – Bumerang
Vladimír Javorský – Báječná léta pod psa

1998 (Verleihung am 28. Februar 1999)
Miroslav Donutil – Große Fallen, kleine Fallen (Pasti, pasti, pastičky)
Jiří Bartoška – Der Bastard muss sterben (Je třeba zabít Sekala)
Václav Jakoubek – Co chytneš v žitě

1999 (Verleihung am 4. März 2000)
Jiří Bartoška – Alle meine Lieben (Všichni moji blízcí)
Lubomír Kostelka – Kuře melancholik
Jiří Langmajer – Die Rückkehr des Idioten (Návrat idiota)

## Preisträger und Nominierungen ab dem Jahr 2000
2000 (Verleihung am 3. März 2001)
Jiří Macháček – Einzelgänger (Samotáři)
Jaroslav Dušek – Wir müssen zusammenhalten (Musíme si pomáhat)
Bolek Polívka – Cesta z města

2001 (Verleihung am 2. März 2002)
Stanislav Zindulka – Frühling im Herbst (Babí léto)
Kryštof Hádek – Dark Blue World (Tmavomodrý svět)
Pavel Liška – Wilde Bienen (Divoké včely)

2002 (Verleihung am 1. März 2003)
Ivan Trojan – Musím tě svést
Jaromír Nohavica – Das Jahr des Teufels (Rok ďábla)
Zdeněk Dušek – Rotzbengel (Smradi)

2003 (Verleihung am 3. März 2004)
Ivan Trojan – Jedna ruka netleská
Miroslav Donutil – Sex in Brno (Nuda v Brně)
Jaroslav Dušek – Pupendo

2004 (Verleihung am 5. März 2005)
Jan Budař – Unsere Champions (Mistři)
Petr Forman – Horem pádem
Jan Tříska – Horem pádem

2005 (Verleihung am 25. Februar 2006)
Miroslav Krobot – Příběhy obyčejného šílenství
Petr Forman – Kousek nebe
Bolek Polívka – Die Jahreszeit des Glücks (Štěstí)

2006 (Verleihung am 3. März 2007)
Martin Huba – Ich habe den englischen König bedient (Obsluhoval jsem anglického krále)
Josef Abrhám – Kráska v nesnázích
Jaroslav Plesl – Grandhotel

2007 (Verleihung am 1. März 2008)
Jan Budař – Václav
Bolek Polívka – Roming
Pavel Landovský – Leergut (Vratné lahve)

2008 (Verleihung am 7. März 2009)
Vladimír Dlouhý – Hlídač č. 47
David Novotný – Die Karamazows (Karamazovi)
David Novotný – O rodičích a dětech

2009 (Verleihung am 6. März 2010)
Ladislav Chudík und Antonín Kratochvíl – Kawasakiho růže
Martin Huba – 3 Seasons in Hell (3 sezóny v pekle)

## Preisträger und Nominierungen ab dem Jahr 2010
2010 (Verleihung am 5. März 2011)
Vladimír Dlouhý – Akte Kajínek (Kajínek)
Igor Chmela – Největší z Čechů
Lukás Latinák – Pouta
Oldřich Kaiser – Pouta
Igor Bareš – Největší z Čechů

2011 (Verleihung am 3. März 2012)
Hynek Čermák – Nevinnost
Oldřich Kaiser – Odcházení
Oldřich Kaiser – Vendeta
Ondřej Sokol – Perfect Days – I ženy mají své dny
Karel Roden – Alois Nebel

2012 (Verleihung am 2. März 2013)
Ondřej Vetchý – Okresní přebor - Poslední zápas Pepíka Hnátka
Jiří Schmitzer – Cesta do lesa
Karel Roden – Čtyři slunce
Martin Finger – Odpad město smrt
Sebastian Koch – Ve stínu

2013 (Verleihung am 22. Februar 2014)
Jiří Lábus – Klauni
Ivan Trojan – Burning Bush – Die Helden von Prag (Hořící keř)
David Novotný – Křídla vánoce
Jiří Černý – Líbánky
Jaroslav Plesl – Rozkoš

2014 (Verleihung am 21. Februar 2015)
Jaroslav Plesl – Díra u Hanušovic
Igor Bareš – Fair Play (2014)
Ondřej Vetchý – Jak jsme hráli čáru
Karel Roden – Krásno
Matěj Hádek – Pohádkář

2015 (Verleihung am 5. März 2016)
Kryštof Hádek – Kobry a užovky
Predrag Bjelac – Gangster Ka
Jiří Schmitzer – Padesátka
Tomáš Bambušek – Ztraceni v Mnichově
Marek Taclík – Ztraceni v Mnichově

2016 (Verleihung am 4. März 2017)
Oldřich Kaiser – Masaryk
Boleslav Polívka – Anděl Páně 2
Jamie Dornan – Anthropoid
Hanns Zischler – Masaryk
Miroslav Hanuš – Nikdy nejsme sami

2017 (Verleihung am 10. März 2018)
Oldřich Kaiser – Po strništi bos
Marek Daniel – Bába z ledu
Václav Neužil – Bába z ledu
Patrik Holubář – Ohne ein Wort zu sagen (Špína)
Martin Finger – Zahradnictví: Rodinný přítel

2018 (Verleihung am 23. März 2019)
Jan František Uher – Všechno bude
Jan Kolařík – Hastrman
Jiří Lábus – Hmyz
Jan Vondráček – Jan Palach
Jan Hartl – Zlatý podraz

2019 (Verleihung am 7. März 2020)
Ladislav Mrkvička – Staříci
Duy Anh Tran – Na střeše
Jan Cina – Nationalstraße (Národní třída)
Vojtěch Kotek – Vlastníci
David Novotný – Vlastníci

## Preisträger und Nominierungen ab dem Jahr 2020
2020 (Verleihung am 6. März 2021)
Jiří Mádl – Modelář
Martin Hofmann – Havel
Stanislav Majer – Krajina ve stínu
Juraj Loj – Charlatan (Šarlatán)
Josef Trojan – Charlatan (Šarlatán)

2021 (Verleihung am 16. März 2022)
Oldřich Kaiser – Muž se zaječíma ušima
Martin Pechlát – Atlas ptáků
Otakar Brousek – Okupace
Hynek Čermák – Případ Roubal
Robert Mikluš – Zátopek

2022 (Verleihung am 4. März 2023)
Marsell Bendig – BANGER.
Saša Rašilov – Arvéd
Štěpán Kozub – Grand Prix
Miroslav Krobot – Kdyby radši hořelo
Oldřich Kaiser – Poslední závod

2023 (Verleihung am 9. März 2024)
Tomáš Jeřábek – Volha
Václav Neužil – Bod obnovy
Stefan Konarske – Bratři
Jiří Rendl – Přišla v noci
Antonio Šoposki – Tancuj Matyldo

2024 (Verleihung am 8. März 2025)
Stanislav Majer – Vlny
Antonín Budínský – Mord
Martin Hofmann – Vlny
Milan Ondrík – Ema a smrtihlav
Jan Zadražil – After Party